# Marcin Wasilewski
Marcin Wasilewski (pronunție în poloneză [ˈmart͡ɕin vaɕiˈlɛfskʲi]; n. 9 iunie 1980, Cracovia), cunoscut sub numele de Wasyl, este un fundaș polonez care în prezent joacă pentru Leicester City și echipa națională de fotbal a Poloniei. Anterior, el a jucat pentru R. S. C. Anderlecht. În sezonul 2015-2016 reușește să câștige Premier League cu Leicester.

## Cariera
La începutul carierei sale a jucat pentru cluburile poloneze Hutnik Cracovia, Śląsk Wrocław, și Wisła Płock. În 2005 a ajuns la Amica Wronki care a fuzionat cu Lech Poznań în 2006. 

### Anderlecht
În ianuarie 2007 a fost achiziționat de echipa belgiană Anderlecht.
Wasilewski joacă pe postul de fundaș dreapta. În ciuda faptului că este un jucător defensiv, Wasilewski înscrie goluri des. În sezonul 2008-09, el a fost al treilea  cel mai prolific marcator al lui Anderlecht, la egalitate cu Guillaume Gillet, marcând opt goluri.

#### Accidentare
Pe 30 august 2009, Wasilewski a suferit o fractură deschisă la picior în minutul 26 al partidei dintre Anderlecht și Standard Liège din campionat, 1-1, în urma unui fault făcut de Axel Witsel, care a fost eliminat. Wasilewski a suferit mai multe intervenții chirurgicale pentru fracturi deschise la tibie și peroneu. Witsel a fost suspendat pentru opt meciuri de Federația belgiană.

#### Revenirea
După o lungă perioadă de refacere, Wasilewski s-a întors pe teren la 8 mai 2010, deschizând scorul în victoria cu 2-1 cu SV Zulte Waregem.
A fost recompensat cu un nou contract până în vara anului 2013.
Wasilewski și Witsel, acum la Zenit St. Petersburg, s-au întâlnit din nou pe teren pe 24 octombrie 2012, într-un meci de grupă din Liga Campionilor. Wasilewski a anunțat în avans că va refuza să dea mâna cu Witsel înainte de joc, cu Anderlecht acceptând decizia lui. În cele din urmă s-a răzgândit și a acceptat să dea mâna cu Witsel, susținând că el nu a vrut să transforme meciul într-un duel personal. Zenit a câștigat meciul cu 1-0.

### Leicester City
Pe 14 septembrie 2013, Marcin Wasilewski a dat probe la Leicester City în speranța de a prinde un contract. Pe 17 septembrie Wasilewski a semnat un contract pe un an. Și-a făcut debutul în Cupa Ligii în a treia rundă, în meciul cu Derby County de pe 24 septembrie, câștigat cu scorul de 2-1. Pe 30 noiembrie 2013, un autocar plin cu fani ai lui Anderlecht s-a deplasat la Stadionul Leicester King Power pentru a-l sprijini pe Marcin la noul său club. Echipa sa a câștigat cu 3-0 meciul cu Millwall.  Pe 22 mai 2014, Wasilewski și-a prelungit contractul pentru încă un an.
Pe 4 iunie 2015 Wasilewski a anunțat prin intermediul contului de Instagram că a semnat un nou contract pe un an cu Leicester City.

## La națională
Wasilewski și-a făcut debutul la echipa mare a Poloniei într-un meci amical împotriva Danemarca din Copenhaga, la 20 noiembrie 2002. Wasilewski a făcut parte din loturile de la Euro 2008 și Euro 2012.

## Titluri
Anderlecht
- Prima Ligă Belgiană: 2009-10, 2011-12, 2012-13
- Cupa Belgiei: 2007-08
- Supercupa Belgiei: 2007, 2010

Leicester City
- Football League Championship: 2013-14
- Premier League: 2015-16